# Сирт (муніципалітет)
31°12′ пн. ш. 16°35′ сх. д. / 31.200° пн. ш. 16.583° сх. д.
Сирт (араб سرت‎) — муніципалітет в Лівії. Адміністративний центр — місто Сирт. Площа — 86 399 км². Населення — 141 378 осіб (2006).

## Географічне розташувння
На півночі Сирт омивається водами Середземного моря. Усередині країни межує з такими муніципалітетами: Ель-Вахат (схід), Ель-Джуфра (південь), Місрата і Ель-Джабал-ель-Ґарбі на заході.